# VERC Lauterbach
Der VERC Lauterbach ist ein Eissportverein aus Lauterbach im hessischen Vogelsbergkreis, der bis 2008/09 an der Hessenliga teilnahm. Früher spielte die erste Eishockeymannschaft des Vereins für mehrere Jahre in der dritthöchsten Spielklasse in Deutschland.
Der genaue Vereinsname lautet Vogelsberger Eis- und Rollschuh-Club Lauterbach.

## Geschichte
Der Verein wurde im Juli 1963 gegründet
und bekam von der Kreisstadt das Gelände des Weihers im Steinigsgrund zur Verfügung gestellt.

## Eishockey

### Geschichte

#### Bis 1963/1964
Vor der Gründung des VERC wurde schon auf einem Weiher in Sickendorf bei Lauterbach trainiert, was 1961 zur Gründung einer Eishockeyabteilung in der HAS (Sportverein der Ortschaften Heblos, Allmenrod und Sickendorf) führte. Nach dem ersten Spiel in Sickendorf gegen eine Mannschaft aus Fulda, das verloren wurde, wurde bereits das Rückspiel in Fulda gewonnen. Nachdem der Weiher in Sickendorf nicht mehr Verfügung stand, wurde ein Umzug nach Lauterbach geplant.

#### 1963/64 bis 1969/70
Erstmals in der Saison 1963/64 nahm eine Eishockeymannschaft des VERC am Spielbetrieb in der Hessischen Landesliga teil und traf auf Gegner wie den TEV Kronberg, die Mannschaft von Eintracht Frankfurt 1b und REC Heppenheim.
In der Saison 1964/65 gelang die Qualifikation für die Aufstiegsspiele zur damaligen Gruppenliga, in denen die Mannschaft des VERC
auf den SC Brandenburg-Berlin tarf. Nachdem dem Hinspiel in Bad Nauheim und dem Rückspiel in Berlin kam es zu einem Entscheidungsspiel in Hannover, das trotz Verlängerung unentschieden endete. Für die Saison 1965/66 wurde die Mannschaft vom Deutschen Eishockey-Bund in die Regionalliga eingeteilt und führte die Heimspiele in Bad Nauheim durch. Nach der Regionalliga Nord 1966/67 wurde vom Vorstand im September 1967 der Spielbetrieb der Mannschaft eingestellt.

#### 1970/71 bis 1979/80
In der Saison 1970/71 nahm die Mannschaft erneut an der Regionalliga teil, in der sie – auch nach der Einführung der 2. Bundesliga – bis zur Saison 1979/80 verblieb.

#### 1980/81 bis 1986/87
Nach dieser Saison gelang der Aufstieg in die Oberliga 1980/81, in die die Mannschaft nach einer Saison in der Regionalliga zur Saison 1982/83 wieder aufstieg und wo sie bis zur Saison 1986/87 verblieb.

#### 1987/88 bis 1993/94
- Senioren: Von der Saison 1987/88 bis zur Saison 1993/94 nahm die Mannschaft wieder an der Regionalliga teil.
- Frauen: 1992/93 nahm erstmals eine Fraueneishockeymannschaft unter dem Namen des VERC an der Landesliga Baden-Württemberg teil, die ab 1993/94 an der Hessenliga teilnahmen. 1993/94 nahm die Mannschaft auch an der Qualifikation für die Fraueneishockey-Bundesliga teil.[2]

#### 1994/95 bis 1995/96
- Senioren: Zur Saison 1994/95 wurde die Mannschaft bei der Neuorganisation der Ligen in die 2. Liga Nord eingeteilt und nahm auch in der darauffolgenden Saison teil.
- Frauen: Die Mannschaft nahm erneut an der Hessliga teil und konnte erneut auch an der Qualifikation für die Fraueneishockey-Bundesliga 1995/96 bzw. Fraueneishockey-Bundesliga 1996/97 teilnehmen.[2]

#### 1996/97 bis 1998/99
- Senioren: In den Saisons 1996/97 bis 1998/99 wurde am Ligenspielbetrieb des Hessischen Eissportverbandes (HEV) teilgenommen.
- Frauen: Bis zur Saison 1997/98 setzte die Fraueneishockeymannschaft den Spielbetrieb vor.[2]

#### 1999/00
Zur Saison 1999/00 setzte der VERC die Teilnahme der Mannschaft an der Oberliga gegen den Willen des Hessischen Eissportverbandes trotz sportlicher Nichtqualifikation durch, aus der die Mannschaft sportlich abstieg.

#### 2000/01 bis 2008/09
Nachdem in der Saison 1999/00 unter dem Namen des VERC erst keine Seniorenmannschaft am Spielbetrieb teilgenommen hatte, spielte später zuerst die Hobbymannschaft der Zeilbach Tigers unter dem Namen VERC. Ab der Saison 2003/04 nahm wieder eine Mannschaft des VERC am Spielbetrieb teil, die den Beinamen Highlanders führte und zuletzt in der Saison 2008/09 an der Regionalliga teilnahm. Durch die Einstellung des Betriebs im Eisstadion am Steinigsgrund spielte die Mannschaft die letzten Spiele schon auswärts und wurde zur Saison 2009/10 nicht mehr gemeldet.

### Nachwuchs
Bis zur Saison 2008/09 nahmen unter dem Dach des VERC die Mannschaften der Young Highlanders am Spielbetrieb teil.

## Weitere Abteilungen
- Eiskunstlauf
- Eisstock
- Curling

## Eisstadion
Das Gelände des Weihers im Steinigsgrund wurde 1963 zu einem Natureisstadion umgebaut. Nachdem bereits 1964 Planungen für ein Kunsteisstadion begonnen wurden, zog sich die Umsetzung bis ins Jahr 1970 hin, als im August die Bauarbeiten endgültig begonnen wurden.
Während der Saison 2008/09 wurde das Stadion nach einer Überprüfung aufgrund von Schäden an der Dachkonstruktion geschlossen. Im Herbst 2012 sollte das Stadion nach Abschluss der notwendigen Umbaumaßnahmen durch den Anfang 2012 gegründeten EC Lauterbach, der das Stadion von den Stadtwerken Lauterbach übernehmen sollte, wieder den Betrieb aufnehmen. Am 13. November 2012 wurde die Halle nach mehreren Jahren Leerstand wiedereröffnet.